# Geografia de Turquia
Turquia està situada a Anatòlia i als Balcans, vorejada per la mar Negra al nord, la mar Egea a l'oest i la mar Mediterrània al sud. Té una frontera terrestre amb Bulgària, Grècia, Síria, l'Iraq, l'Iran, l'Azerbaidjan, Armènia i Geòrgia.
La part europea de Turquia està situada a l'oest de l'estret del Bòsfor i de l'estret dels Dardanels. Aquesta regió és dita Trakya en turc i correspon a la part oriental de Tràcia. Correspon a un 3%de la seva superfície total tanmateix, hi viu un 17% de la seva població.
Anatòlia és la part de Turquia que és geogràficament considerada com a Àsia. Aquesta regió també s'anomena Àsia Menor. El terme Anatòlia és també utilitzat per designar l'altiplà semiàrid del centre del país. És vorejat per pujols i per muntanyes que limiten l'accés a les fèrtils regions costaneres.

## Fronteres

Posició regional de Turquia

Turquia és vorejada per vuit països i sis mars, envoltada d'aigua per tres costats i protegida per altes muntanyes al llarg de la seva frontera oriental. El país té fronteres ben definides. Les seves fronteres terrestres van ser definides per Tractat de Lausana a principis del segle xx i van restar estables des d'aleshores.
Pel que fa a les seves fronteres marítimes, començant des del nord cap a l'oest, la mar Negra, la mar de Màrmara, la mar Egea (de la qual forma part la mar de Tràcia i la mar de Creta) i la mar Mediterrània.
La frontera amb Grècia va ser confirmada pel Tractat de Lausana el 1923, el qual va resoldre les reclamacions territorials que tenien aquests dos països sobre la regió de la Tràcia. (Vegeu: Guerra d'Independència Turca).
Segons els termes de l'acord, hi va haver intercanvis de poblacions obligatoris entre la comunitat turca de Grècia i la comunitat grega de Turquia. La comunitat turca de Tràcia occidental així com la comunitat grega d'Istanbul en van restar exemptes.
La frontera amb Bulgària va ser confirmada pel Tractat de Lausana el 1923.
Des de 1991 la frontera de més de 500 quilòmetres amb l'antiga Unió Soviètica, que fou definida al Tractat de Moscou (1921) i el Tractat de Kars, és conformada actualment per les fronteres de Turquia amb els països independents d'Armènia, de l'Azerbaidjan i de Geòrgia. Segons l'antic Ministre armeni dels Afers Exteriors, Vartan Oskanian, malgrat la pèrdua per Armènia d'una part dels seus territoris occidentals basant-se en aquest tractat, el país, com a successor legal de la República Socialista Soviètica d'Armènia, respecta el Tractat de Kars i tots els acords heretats per l'antic govern armeni soviètic després de la seva independència; Oskanian es lamenta tanmateix de la no aplicació d'una part d'aquests acords per part Turquia.
La frontera amb l'Iran va ser confirmada pel tractat de Kasr-i Sirin en 1638.
La frontera amb l'Iraq ha estat confirmada pel Tractat d'Angora (Ankara) el 1926. Els veïns meridionals de Turquia, l'Iraq i Síria, van formar part de l'Imperi Otomà fins a 1918. Segons els límits del Tractat de Lausanna, Turquia va renunciar a totes les seves reclamacions envers aquests dos països, que havien estat organitzats com a lliga dels mandats de nacions sota la responsabilitat de Gran Bretanya i de França. Turquia i la Gran Bretanya van acordar les fronteres al Tractat d'Angora (Ankara).
La frontera de Turquia amb Síria no és reconeguda per Síria. Sobre la base del Tractat de Lausana, l'antic Sanjak otomà (província) d'Alexandretta (actual província de Hatay) fou cedida a Síria. Tanmateix, en juny 1939, els habitants de Hatay van formar un nou estat independent i just després, el parlament va votar per reunificar-lo amb Turquia. Des de la independència el 1946, els sirians tenen un profund ressentiment en resposta a la pèrdua d'aquesta província i de les seves principals ciutats d'Antioquia i d'İskenderun (abans Antioquia i Alexandretta). Aquesta qüestió continua sent un problema en les relacions turco-sirianes.

## Ciutats principals (Població 2010)
- Istanbul 12 175 592 habitants
- Ankara 4 082 184 habitants
- Izmir 2 815 046 habitants
- Bursa 1 567 756 habitants
- Adana 1 491 066 habitants
- Gaziantep 1 388 004 habitants
- Konya 950 645 habitants
- Antalya 809 437 habitants

La població total del país s'estimava, per la seva part, en 75.705.000 habitants per a l'any 2010.

## Geologia
Els paisatges de Turquia són el producte d'una gran varietat de fenòmens tectònics que han afaiçonat Anatòlia durant milions d'anys i continuen avui com ho testimonien els freqüents terratrèmols i les erupcions volcàniques ocasionals. El relleu de Turquia forma geològicament part de la carena muntanyosa que s'estén de l'oceà Atlàntic fins a les muntanyes de l'Himàlaia. La regió al llarg de la frontera siriana no forma part d'aquest conjunt geològic; aquesta zona és una continuació de la Plataforma d'Aràbia. Aquesta carena ha estat formada en el transcurs del període terciari (aproximadament 65 milions d'anys a 1,6 milions d'anys aC), es tracta de col·lisions entre les plaques aràbiga, africana, índia i la placa eurasiàtica. En conseqüència, Turquia és un dels països més actius del món al nivell sísmic.
Tanmateix, un bon nombre de les roques presents a Turquia s'han format ben abans que aquest procés hagués començat. El sòl turc conté anivellaments de roques precambrianes (més de 540 milions d'anys; Bozkurt et alteri, 2000). Els primers temps geològics del sòl turc són mal coneguts, sobre la base del fet que la regió ha estat constituïda per un conjunt de trossos de plaques tectòniques. Turquia pot ser percebuda com un muntatge de diferents trossos (eventualment terranes) de l'antiga litosfera continental i oceànica, enganxats entre ells per roques sedimentàries i volcàniques.

## Clima
Les diferents regions de Turquia es caracteritzen per climes sensiblement diferents; el sistema climàtic sobre les costes contrasta amb el que preval a l'interior del país. Les costes dels mars Egeu i el Mediterrani tenen hiverns freds i plujosos i estius càlids i secs de manera moderada. En aquestes regions, les precipitacions anuals varien entre 580 i 1 300 mil·límetres, segons l'indret. Generalment, les regions de l'est són menys plujoses. La costa de la mar Negra rep la major quantitat de precipitacions i és l'única regió de Turquia que rep pluges tot l'any. La part oriental d'aquesta costa rep de mitjana 2.500 mil·límetres de precipitacions anualment. Les muntanyes al llarg de la costa atenuen la influència del Mediterrani a l'interior, la qual cosa comporta que a dins de Turquia es doni un clima continental amb estacions marcades. L'altiplà anatòlic està molt més sotmès a condicions extremes del que ho estan les zones costaneres. Els hiverns sobre l'altiplà plata són particularment freds, amb temperatures de -30 °C a -40 °C a les regions muntanyoses a l'est i amb una neu que pot estar present sobre el sòl 120 dies anualment. A l'oest, les temperatures mitjanes hivernals són d'aproximadament 1 °C. Els estius són càlids i secs amb temperatures superiors a 30 °C. Les precipitacions anuals mitjanes són d'aproximadament 400 mil·límetres. Les regions més àrides són el Konya Ovas i el Malatya Ovas, on la pluviometria anual és sovint inferior a 300 mil·límetres. Maig és generalment el mes de l'any més humit i juliol i agost els més secs.
El clima de la regió muntanyosa de l'Anti-Taure és inhospitalari. Els estius tenen tendència a ser extremadament càlids i secs. Els hiverns són freds i sovint hi cauen fortes precipitacions de neu. Els pobles poden quedar aïllats durant diversos dies durant les tempestes de neu a l'hivern. La primavera i la tardor són generalment benignes.
| Regió                                                            | Temp. mitj. | Rècord de calor | Rècord de fred | Hum. mitj. | Prec. mitj. |
| Regió de la Màrmara                                              | 13.5°C      | 44.6°C          | -27.8°C        | 71,2%      | 564,3 mm    |
| Regió egea                                                       | 15,4°C      | 48,5°C          | -45,6°C        | 60,9%      | 706,0 mm    |
| Regió mediterrània                                               | 16,4°C      | 45,6°C          | -33,5°C        | 63,9%      | 706.0 mm    |
| Regió de la Mar Negra                                            | 12,3°C      | 44,2°C          | -32,8°C        | 70,9%      | 828,5 mm    |
| Regió d'Anatòlia Central                                         | 10,6°C      | 41,8°C          | -36,2°C        | 62,6%      | 392,0 mm    |
| Regió d'Anatòlia Oriental                                        | 9,7°C       | 44,4°C          | -45,6°C        | 60,9%      | 569,0 mm    |
| Regió d'Anatòlia del Sud-est                                     | 16,5°C      | 48,4°C          | -24,3°C        | 53,4%      | 584,5 mm    |
| Clima de Turquia per regió Arxivat 2012-04-25 a Wayback Machine. |             |                 |                |            |             |